# 형의 집행 및 수용자의 처우에 관한 법률
형의 집행 및 수용자의 처우에 관한 법률(또는 형집행법)은 대한민국의 법으로 수형자의 교정교화와 건전한 사회복귀를 도모하고, 수용자의 처우와 권리 및 교정시설의 운영에 관하여 필요한 사항을 규정함을 목적으로 한다.

## 역사
1950년 3월 2일 법률 제105호 행형법으로 제정되어 같은 3월 18일부터 시행했다.
2007년 12월 21일 법률 제8738호로 개정하여 2008년 12월 22일부터 형의 집행 및 수용자의 처우에 관한 법률이 시행되었다.

## 사건

### 금지처분을 받은 미결수의 집필 및 서신수수 금지 사건
청구인은 교도소에 미결수용 중 관규 위반으로 금치 20일에 처하는 처분 및 집필 제한 및 서신수수 제한의 처분을 받자 이 처분의 근거인 형의 집행 및 수용자의 처우에 관한 법률 제112조, 제108조 및 형의 집행 및 수용자의 처우에 관한 법률 시행규칙 제220조로 인하여 기본권을 침해받았다고 주장하며 헌법소원심판을 청구하였다.
헌법재판소는 "이 사건 집필제한 조항은 금치의 징벌을 받은 자에 대해 금치처분의 집행과 함께 금치기간 동안 집필 제한의 불이익을 가함으로써, 규율의 준수를 강제하여 수용시설 내의 안전과 질서를 유지하기 위한 것으로 입법목적의 정당성과 방법의 적절성을 인정할 수 있다"고 서신수수제한 조항도 "미결수용자도 이미 신체의 자유 등 기본권이 제한되고 있어 징벌을 통하여 법질서 준수를 촉구하기 위해서는 인정되는 권리를 더 제한하는 것이 불가피한 점, 서신수수 제한의 경우 외부와의 접촉을 금지시키고 구속감과 외로움 속에 반성에 전념토록 하는 징벌의 목적에 상응하는 점"이 있다고 밝혔다.

### 접견 녹음행위 및 녹음파일 제공행위 사건
구치소에 수용자 청구인이 "구치소 측이 아내와의 접견 내용을 녹음해 검찰에 제공하는 바람에 추가 기소됐다"며 "녹음파일 제공이 위헌임을 확인해달라"며 낸 헌법소원사건에서 재판관 7(합헌):1(위헌)의 의견으로 합헌결정을 내렸다.

### 수형자 변호사 접견권 제한 사건
형집행법 시행령 제58조에 대해 "변호사와의 접견을 제한해 기본권을 침해당하고 있다"며 낸 헌법소원 사건(2012헌마858)에서 "수형자가 변호사와 서신이나 전화로 소송상담이나 준비를 하면 그 내용이 교정시설 측에 그대로 노출될 수 있고, 과거 일반 접견실에서 변호사 접견에 주어지던 7~10분의 시간은 수형자의 재판청구권을 보장하기에 적절한 시간이라 보기도 어렵다"며 재판관 7(위헌):1(합헌)의 의견으로 헌법불합치 결정을 하면서 "2016년 6월 30일까지 관련 시행령을 개정하라"고 했다.

### 구치소 과밀 수용 사건
수용된 기간 동안 1인당 실제 개인사용가능면적은, 2일 16시간 동안에는 1.06m2, 6일 5시간 동안에는 1.27m2였다. 이러한 1인당 수용면적은 우리나라 성인 남성의 평균 신장인 사람이 팔다리를 마음껏 뻗기 어렵고, 모로 누워 ‘칼잠’을 자야 할 정도로 매우 협소한 것이다. 그렇다면 청구인이 이 사건 방실에 수용된 기간, 접견 및 운동으로 이 사건 방실 밖에서 보낸 시간 등 제반 사정을 참작하여 보더라도, 청구인은 이 사건 방실에서 신체적ㆍ정신적 건강이 악화되거나 인격체로서의 기본 활동에 필요한 조건을 박탈당하는 등 극심한 고통을 경험하였을 가능성이 크다."면서 위헌 확인했다.2013헌마142, 2016. 12. 29)

## 참고 문헌
- 구치소 수용자 접견내용 녹음, 검찰 제공은 합헌 법률신문 보관됨 2017-10-06 - 웨이백 머신
- 교도소 수감된 범죄인에 집필행위 제한할 수 있을까 오마이뉴스 14.09.14
- 헌법재판소 전원재판부 판례 2014.8.28. 2012헌마623
- 헌법재판소 전원재판부 판례 2012.12.27. 2010헌마153
- 여경수, 수형자에 관한 헌법재판소 결정의 분석과 평가, 인권과 정의 Vol. 449 보관됨 2015-05-18 - 웨이백 머신
- p 330-335, p 419-425, 김유향, 헌법중요판례 250, 윌비스, 2015.